# Il vampiro (film 1957)
Il vampiro è un film del 1957 diretto da Paul Landres.

## Trama
Il dottor Paul Beecher viene chiamato al capezzale del dottor Matt Campbell, il quale in punto di morte gli consegna alcune pillole frutto di anni di esperimenti. Una volta a casa, Betsy, la figlia del dottor Beecher, scambia quelle pillole per le compresse contro l'emicrania del padre e così accidentalmente il medico ne assume una iniziando con il sentirsi male poco dopo.
La mattina seguente Paul riceve una telefonata che lo informa che Marion Wilkins, una sua paziente che soffre di problemi cardiaci congeniti, si sente male. L'uomo si reca dalla donna per visitarla e lei appena lo vede inizia ad urlare terrorizzata finché non muore apparentemente per un attacco di cuore. Intuito che probabilmente ha per sbaglio ingerito una delle pillole del dottor Campbell, Paul si reca nella casa-laboratorio del defunto dove incontra il suo ex compagno di college, ora capo del dipartimento psichiatrico dell'università e supervisore della ricerca di Campbell, il dottor Will Beaumont. Beaumont è accompagnato da un ricercatore, Henry Winston, incaricato di proseguire gli esperimenti di Campbell. Will racconta a Paul che la ricerca del dottor Campbell prevedeva di far regredire le menti degli animali ad uno stato primitivo. Quella notte, mentre sta compiendo alcuni esperimenti, il dottor Winston scopre che le pillole create da Campbell sono un siero di controllo estratto dai pipistrelli vampiri. L'uomo viene poi aggredito ed ucciso da un individuo misterioso entrato in casa.
La mattina dopo, Paul viene chiamato ad esaminare il cadavere di Henry non trovando nessuna evidente causa della morte ma rinvenendo gli stessi segni sulla gola che presentava anche Marion Wilkins. Lo sceriffo Buck Donnelly fa eseguire alcune analisi sul corpo di Henry che rivelano che l'uomo è morto per una rara malattia del sangue chiamata disintegrazione capillare ed ordina la riesumazione del corpo di Marion Wilkins per verificare se anch'essa fosse morta per lo stesso motivo.
Realizzato di essere diventato dipendente delle pillole, Paul invita a cena fuori la propria infermiera Carol Butler nella speranza così di distrarsi e riuscire a resistere dall'assumerne un'altra. Mentre sono al ristorante, Paul viene chiamato in ospedale per eseguire un intervento chirurgico d'urgenza, ma l'uomo non riesce a concentrarsi e deve lasciare la sala operatoria subito dopo aver completato l'operazione. Nel frattempo Donnelly si reca al cimitero per riesumare la salma di Marion Wilkins e all'apertura della bara scopre con orrore che il corpo della defunta presenta tutti i tessuti distrutti. Mentre sta rientrando a casa, Carol si accorge di essere seguita da un individuo mostruoso e fa in tempo a salvarsi rinchiudendosi in casa. Poco dopo l'individuo attacca ed uccide l'anziana signora Carrie Dietz a passeggio con la sua cagnetta.
Il giorno seguente, realizzato di essere lui l'autore degli omicidi che ha commesso in seguito all'assunzione delle pillole, Paul organizza la partenza della figlia affinché, per la sua sicurezza, vada a vivere da una zia. Paul parla poi con Will riguardo alle pillole, rivelandogli che ogni volta che ne assume una si trasforma in una bestia assassina. Will presume che Paul sia in uno stato delirante ma accetta di restare con lui per calmarlo e chiude a chiave le pillole in un cassetto. Nel frattempo il medico legale informa Donnelly che l'assassino in circolazione è portatore sano del virus che causa la disintegrazione capillare e che lo trasmette alle vittime tramite la saliva quando morde loro il collo per estrarre piccole quantità di sangue. Convinto che l'assassino tornerà a colpire, lo sceriffo disloca uomini pronti ad intervenire per tutta la città. Durante la notte, Will assiste alla trasformazione di Paul in mostro e viene poi da lui ucciso. Paul poi elimina il suo corpo gettandolo nella fornace del laboratorio.
Il giorno seguente, Donnelly viene informato dal professor Yates dell'università che il dottor Campbell stava lavorando su un virus raro che causa la disintegrazione capillare. Sospettoso che Will possa aver compiuto esperimenti sugli esseri umani si reca da lui per interrogarlo. Al laboratorio, lo sceriffo non trova nessuno, ma dall'audio registrato nel registratore di Will scopre che egli è stato ucciso da Paul.
Nel frattempo, Paul decide di porre fine alla propria vita iniettandosi della novocaina ma Carol giunge in tempo per fermarlo. L'uomo furioso le ordina di tornare a casa ma prima che la donna possa andarsene, Paul si trasforma in un vampiro e la aggredisce. Carol riesce però a scappare in un bosco vicino inseguita però da Paul. Fortunatamente per lei giunge in tempo Donnelly che intraprende una lotta con Paul. Mentre Paul sta per sopraffare Buck, giunge l'agente Ryan che gli spara uccidendolo. Mentre muore, il suo corpo mostruoso riprende il suo aspetto normale.

## Produzione
Il film è stato girato agli Hal Roach Studios di Los Angeles, California, dal 10 al 16 dicembre 1956, con un budget di 115.000 dollari.

## Distribuzione
La prima de Il vampiro ebbe luogo a San Francisco, in California, il 14 giugno 1957. Il film venne distribuito in doppia programmazione con Il mostro che sfidò il mondo. Successivamente venne proiettato nello stesso formato di doppio lungometraggio a Los Angeles a partire dal 28 giugno 1957, e più tardi nel settembre 1957 in diverse città della costa orientale, come Boston e Filadelfia.
Quando è stato distribuito in televisione, al film è stato dato il titolo alternativo Mark of the Vampire, che è anche il titolo originale di un film del 1935 diretto da Tod Browning ed interpretato da Bela Lugosi.

### Critica
Tom Weaver di Fangoria ha detto che Il vampiro è stato "uno dei migliori film horror indipendenti degli anni '50".